# M&M's
M&M's (Емене́мс) — популярні шоколадні цукерки, що випускаються компанією Mars LLC. Вони вперше з'явилися в США в 1941 році і зараз продаються більш ніж в 100 країнах. Назва M&M's розшифровується як Mars & Murrie's (Марс і М'юррі'с) — це прізвища двох засновників компанії. Цукерки являють собою різнобарвне драже, на кожному з яких надрукована літера «M», як показник унікальності даної торгової марки. Існують різні смаки і наповнювачі цукерок M&M's.
Коричневих драже більше, ніж інших.

## Історія
- 3 березня 1941 року — початок випуску M&M's;
- 1950 рік — на M&M's вперше пишеться чорна літера «M»;
- 1954 рік — літера «M» на цукерках пишеться білим. Початок випуску арахісових M&M's.

## Галерея

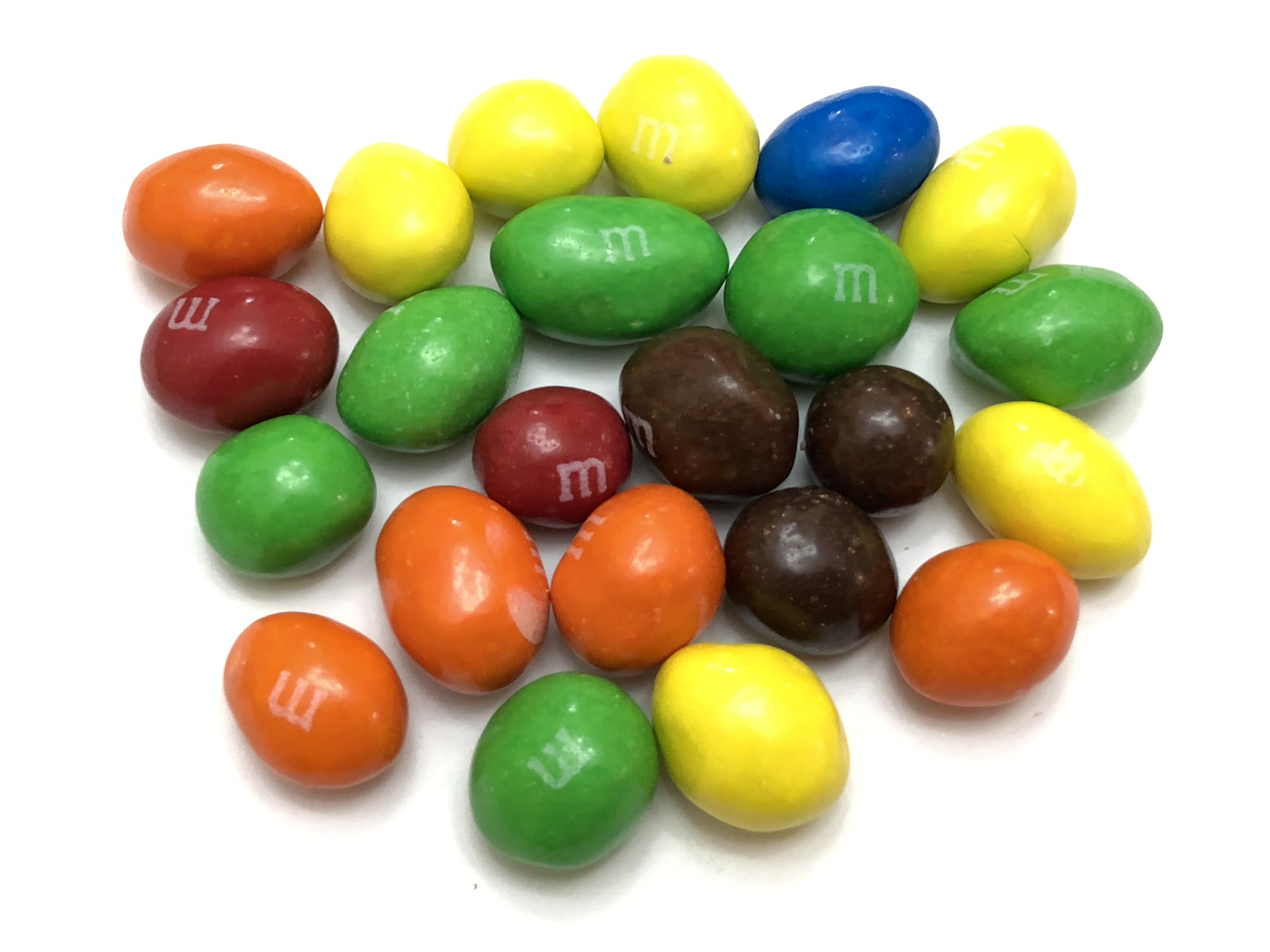
M&M's в США (Вірджинія)